# ビッグファイブ (ハワイ)

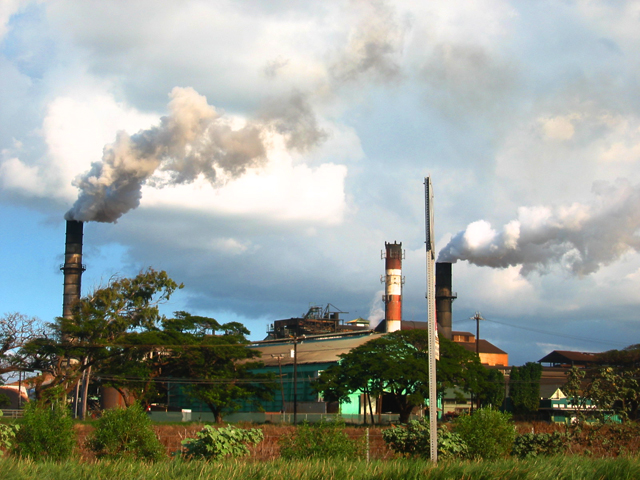
マウイ島プウネネにあったアレクサンダー・アンド・ボールドウィンの製糖工場

ビッグファイブ（英語: Big Five）とは、アメリカ合衆国ハワイ州がまだハワイ準州の20世紀前半、ハワイにおいて大幅な経済力及び政治権力を持っていた五大企業を指す。

## 概要
19世紀末にハワイ王国が倒されて、それまでむしろイギリスと友好関係にあったハワイがアメリカ合衆国の準州となったばかりの20世紀初頭に、アメリカの企業がハワイに押し寄せた。当時最大の産業であったプランテーションによるサトウキビ栽培と製糖に五大企業がたずさわり、ハワイの経済を牛耳っていた。
これらビッグファイブと呼ばれた五大企業は、
- アレクサンダー・アンド・ボールドウィン
- キャッスル・アンド・クック（Castle & Cooke）
- C・ブリュワー（C. Brewer）
- シーオ・H・デイビーズ（Theo H. Davies）
- アムファック（Amfac）

であった。彼らは経済面だけでなく、しばしば政治面にも口出しをして、政治的には現在のハワイは民主党寄りであるが当時は共和党寄りであった。
これらビッグファイブの企業は、20世紀後半にはサトウキビ生産がハワイでは下火になると徐々に衰退したが、土地所有やその他の面で現在も隠然たる影響をハワイ経済に与えている。

## 参照項目
- ハワイ州の初期の経済